# دیوید برتونچینی
دیوید برتونچینی (انگلیسی: Davide Bertoncini؛ زادهٔ ۹ مهٔ ۱۹۹۱) بازیکن فوتبال اهل ایتالیا است.
از باشگاه‌هایی که در آن بازی کرده‌است می‌توان به باشگاه فوتبال جنوآ، باشگاه فوتبال فروزینونه، باشگاه فوتبال مودنا، و باشگاه فوتبال پیاچنزا اشاره کرد.